# Willem van Haecht

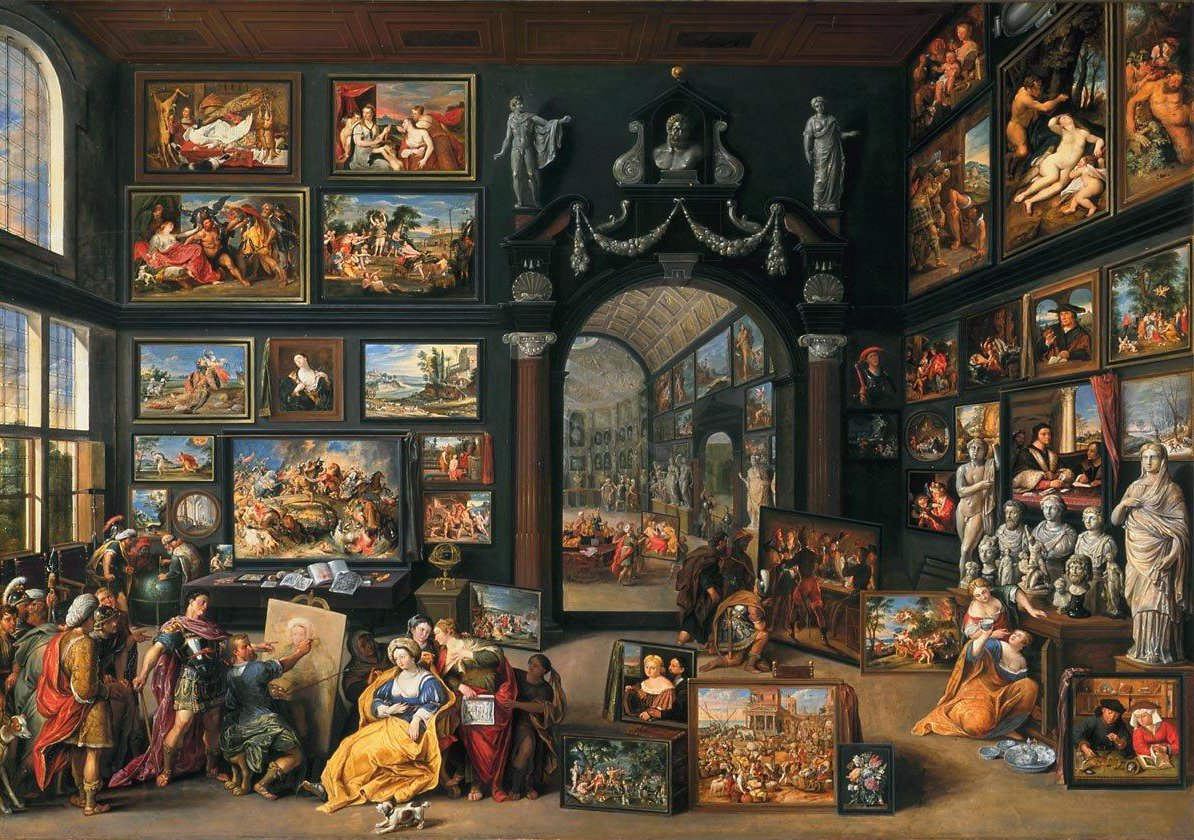
Willem van Haecht, Apelle dipinge Campaspe, 1630 circa Galleria del principe Guglielmo V, L'Aia

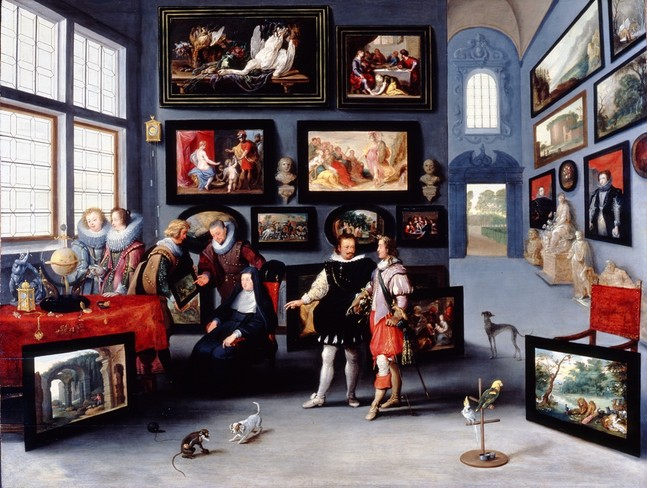
Willem Van Haecht, Interno del salone dell'arciduchessa Isabella d'Austria, 1621, Norton Museum of Art, West Palm Beach (Florida)

Willem van Haecht (Anversa, 7 novembre 1593 – Anversa, 12 luglio 1637) è stato un pittore, incisore e museologo fiammingo.

## Biografia
Pittore barocco di scuola fiamminga, Willem van Haecht era probabilmente figlio del pittore paesaggista Tobias Verhaecht ed era nipote dello scrittore omonimo Willem van Haecht. Si formò a contatto con Rubens e risulta attivo a Parigi fra il 1615 e il 1619. Compì un viaggio d'istruzione artistica in Italia, dove rimase circa sette anni.
Nel 1626 entrò nella Corporazione di San Luca di Anversa e prima del 1628 fu nominato conservatore della galleria di pittura e di scultura di Cornelius van der Geest, ricco commerciante di Anversa. Ritrasse in un solo dipinto questa collezione d'arte: nella grande sala di esposizione, si vedono alcune personalità in atto di ammirare dipinti, sculture ed incisioni, anche se alcuni ospiti, in realtà, erano assenti il giorno della mostra e non tutte le opere d'arte furono esposte in un'unica stanza. La raccolta includeva copie di sculture antiche e di dipinti di Rubens, e incisioni originali di Albrecht Dürer.
Dietro il pretesto di rappresentare un tema storico, narrato da Plinio il Vecchio, nel dipinto Apelle dipinge Campaspe,  al posto del gabinetto di un antico pittore, Willem van Haecht dipinse il cabinet di un collezionista d'arte d'epoca barocca.
Gli sono attribuiti alcuni ritratti, oggi al Seminario maggiore di Bruges. Della sua attività come incisore restano alcine incisioni, siglate "G.v. Haecht Fecit", che rappresentano dipinti di Annibale Carracci, di Agostino Carracci, di Tiziano Vecellio e di Guido Reni.

## Opere
- 1625: Interno del salone dell'arciduchessa Isabella d'Austria.[3]
- 1621: La Galleria di Cornelius van der Geest, Rubenshuis, Anversa.
- 1630 circa: Apelle dipinge Campaspe o Alessandro Magno visita lo studio di Apelle.[4]